# Diogenichthys laternatus
Diogenichthys laternatus är en fiskart som först beskrevs av Garman, 1899.  Diogenichthys laternatus ingår i släktet Diogenichthys och familjen prickfiskar. Inga underarter finns listade i Catalogue of Life.